# 迟万春
迟万春（1946年4月—），山东文登人。1971年4月加入中国共产党。1970年哈尔滨军事工程学院航空武器专业毕业。曾任中国人民解放军总装备部政委，上将军衔。 

## 履历
- 1965年8月参加中国人民解放军。[3]
- 1965年8月至1970年8月为哈尔滨军事工程学院学员[3]。
- 1970年8月至1972年1月为训练基地六部学员[3]。
- 1971年4月加入中国共产党[3]。
- 1972年1月至11月任训练基地六部活动观测站二中队计算机分队技师[3]。
- 1972年11月至1976年5月任训练基地六部活动观测站二中队副政治指导员[3]。
- 1976年5月至1981年5月任试验训练基地活动观测站政治处主任（其间：1980年3月至1981年4月在解放军南京政治学校学习）[3]
- 1981年5月至1983年7月任试验训练基地活动观测站副政治委员[3]。
- 1983年7月至1985年1月任试验训练基地观测站政治委员[3]。
- 1985年1月至1986年4月任试验训练基地后勤部政治委员[3]。
- 1986年4月至12月任试验训练基地政治部副主任[3]。
- 1986年12月至1990年6月任国防科学技术工业委员会后勤部政治部主任[3]。
- 1990年6月至1993年2月任试验训练基地副政治委员（1989年9月至1990年7月在国防大学基本系学习）[3]。
- 1993年6月至1997年3月任试验训练基地政治委员[3]。
- 1997年3月至1999年1月任国防科工委政治部副主任[3]。
- 1999年1月至6月任解放军总装备部政治部主任[3]。
- 1999年6月至2002年10月任国防科学技术大学政治委员（副大军区职）、党委书记[3]。
- 2002年10月至2011年7月任解放军总装备部政治委员、总装备部党委副书记[2][4]。
- 2011年8月至2013年3月任十一届全国人大外事委员会副主任委员[5]。
- 2013年3月至2018年3月任十二届全国人民代表大会常委。
- 中共第十六屆、十七屆中央委員。1993年7月晋升少将军衔，2000年7月晋升中将军衔。2006年6月24日晋升上将军衔。